# Helsingfors stadsorkester

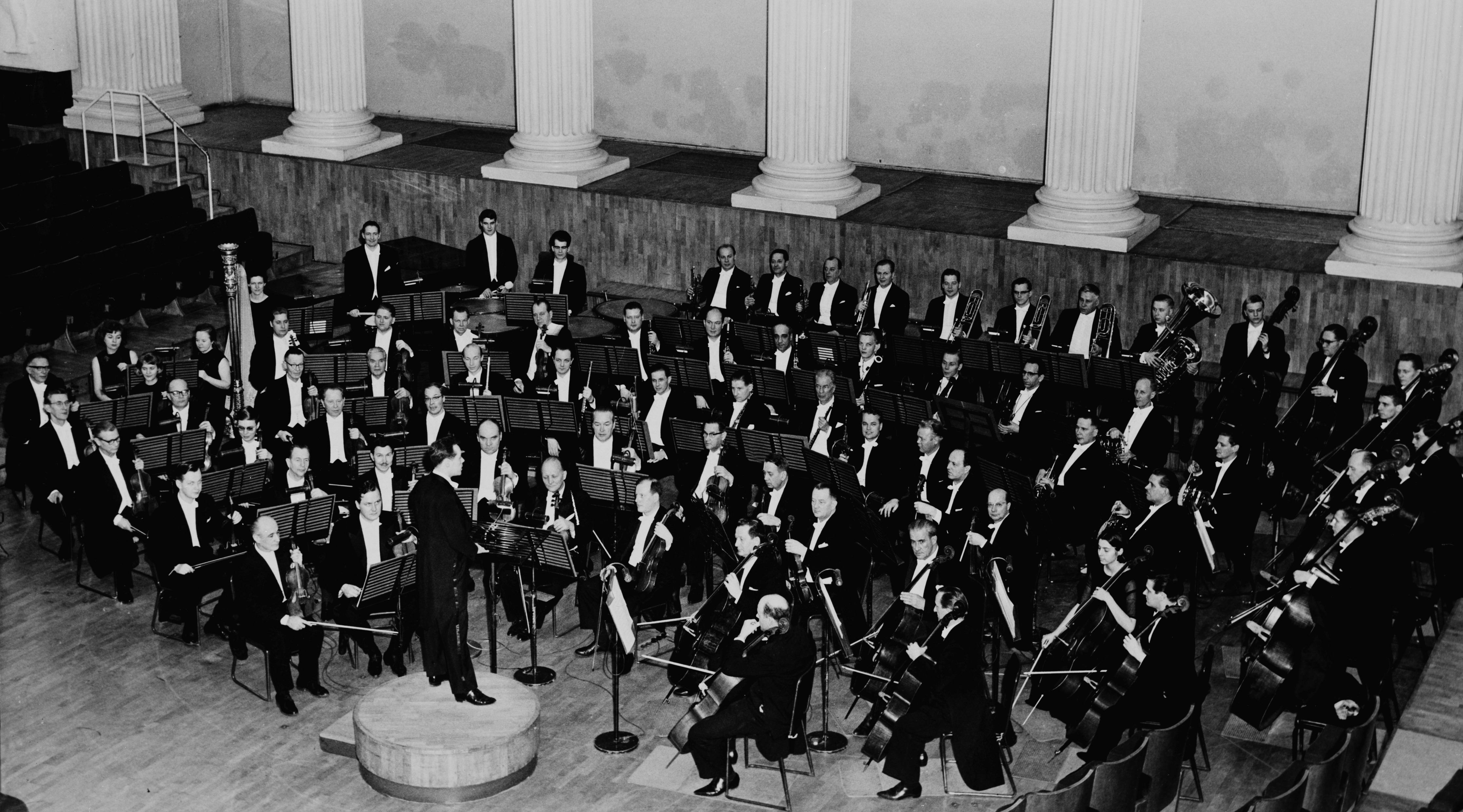
Orkestern år 1965, med dirigent Jorma Panula.

Helsingfors stadsorkester även Helsingfors Orkesterförening och Helsingfors filharmoniska sällskap grundades år 1882 på initiativ av dirigenten Robert Kajanus. Den är Nordens första permanenta och fulltaliga professionella symfoniorkester. Under åren 1892 till 1923 uruppförde orkestern största delen av Jean Sibelius symfoniska verk under tonsättarens egen ledning. Från och med hösten 1995 är orkesterns elfte överkapellmästare Leif Segerstam och sedan hösten 2003 första gästkapellmästare John Storgårds.
Orkestern konserterar i Musikhuset i Helsingfors från september till juni. Den har uppträtt i flera europeiska länder samt fyra gånger i USA och fyra gånger i Japan. Våren 2004 gjorde orkestern sin fyrtionde konsertturné till Sydamerika – som första finländska orkester någonsin.
Orkestern har gjort framgångsrika skivinspelningar av musik av bland andra Sibelius och Einojuhani Rautavaara. I den av Segerstam dirigerade Sibelius-cykeln för Ondine har publicerats bland annat Lemminkäinenlegenderna, den med en guldskiva belönade violinkonserten (solist Pekka Kuusisto) samt Sibelius samtliga symfonier.
Två skivor med musik av Einojuhani Rautavaara, Angel of Light och Angels and Visitations har tilldelats bland annat Cannes Classical Award. Stadsorkesterns Rautavaaraserie har sedermera kompletterats med skivorna On the Last Frontier, The Journey och Garden of Spaces (med Cantus Arcticus och klarinettkonserten). Till serien hör även den tredje pianokonserten Gift of Dreams, beställd och tolkad av Vladimir Ashkenazy.
Säsongen 2003/2004 gjorde stadsorkestern premiärinspelningar av verk av de två samtida amerikanska tonsättarna Christopher Rouse (Segerstam & Evelyn Glennie) och John Corigliano (Storgårds). Lastenlaulujen aarreaitta-skivan (Barnsångernas skattkammare; 2005) kompletterar stadsorkesterns internationellt uppmärksammade sjuåriga fadderbarnsprojekt, i vilket 4 700 familjer från Helsingfors deltar.

## Överkapellmästare
Som orkesterns överkapellmästare efter Robert Kajanus har fungerat:
- Georg Schnéevoigt (tillsammans med Kajanus) 1914–1916, 1932–1940
- Armas Järnefelt 1942–1943
- Martti Similä 1945–1951
- Tauno Hannikainen 1951–1963
- Jorma Panula 1965–1972
- Paavo Berglund 1975–1979
- Ulf Söderblom (tillsammans med Berglund) 1978–1979
- Okko Kamu 1981–1988
- Sergiu Comissiona 1990–1993
- Leif Segerstam, 1995–2007
- John Storgårds, 2008–2015